# Metanoato de propila
Metanoato de propila é um éster que, assim como os demais ésteres baseados em ácidos carboxílicos e álcoois alifáticos de cadeia pequena, é usado como flavorizante.